# ثورة فلاحي رومانيا 1907
ثورة فلاحي رومانيا 1907 حدثت بين الحادي والعشرين من فبراير والخامس من أبريل من عام 1907. الثورة بدأت في شمال مولدوفيا وبعد ثلاثة أسابيع من وجودها في هذه المنطقة فقط، انتشرت سريعا لتصل إلى والاشيا ولتصل حتى أولتينيا. السبب الرئيسي كان غضب الفلاحين بسبب عدم المساواة في امتلاك الأراضي والتي كانت في أيدى عدد صغير من الملاك الكبار.
بعد سقوط الحزب الروماني المحافظ في الثاني عشر من مارس، هاجمت الحكومة الليبرالية الجديدة الثورة بعنف بمساعدة الجيش الروماني لتقتل آلاف الفلاحين أثناء هذه العملية.

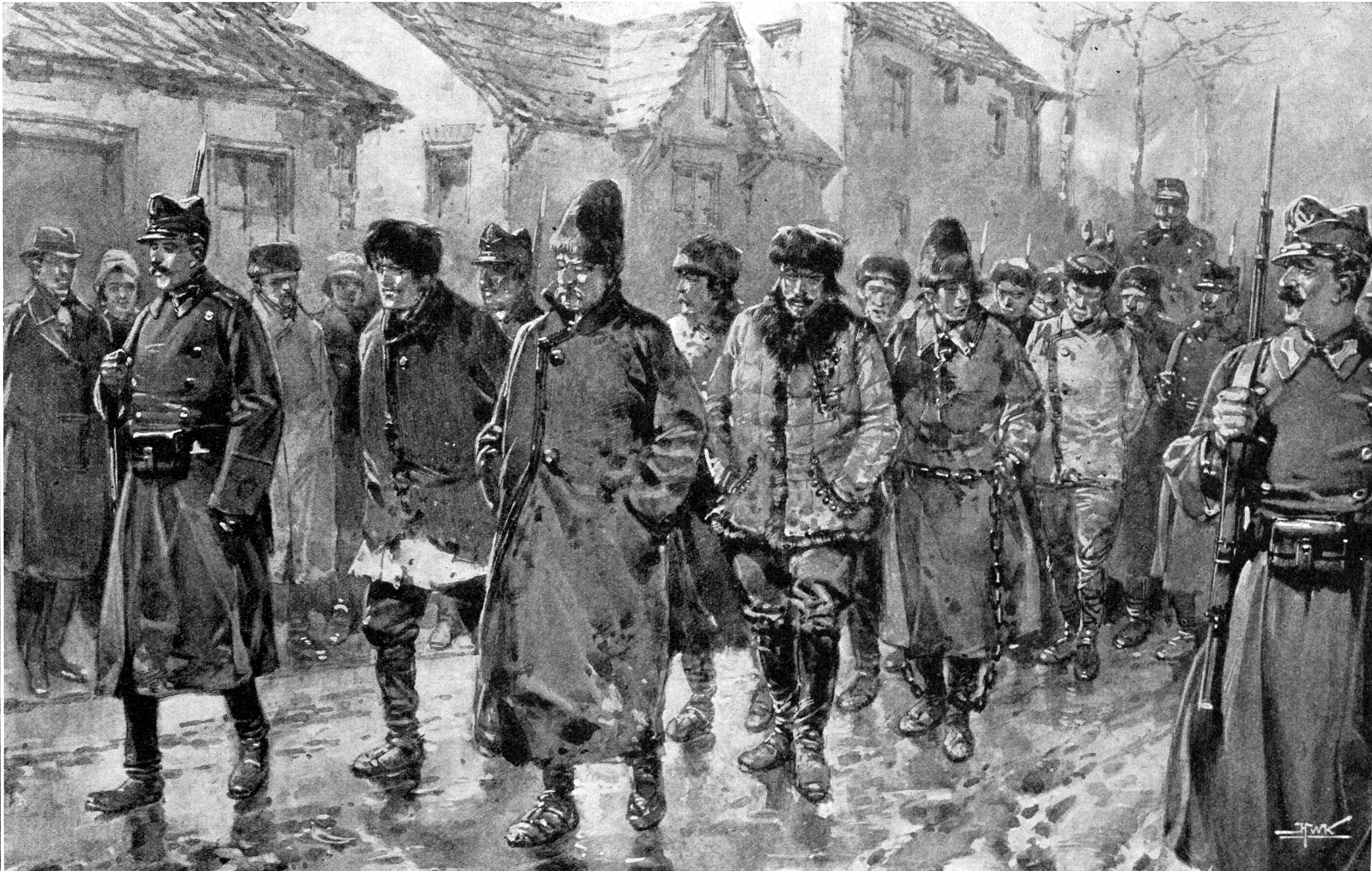
جنود مشاة مرافقين للمعتقلين في بياترا نيامتس

## خلفية
إصلاحات عام 1864 أعطت الفلاحين حق الامتلاك الكامل لجزء من الأراضي والتي كان لهم حق استخدامها فقط. إلا أن الفلاحين استمروا حتى بعد هذه الإصلاحات معتمدين على ملاك الأراضي الكبار. بالإضافة إلى ذلك فإن عدد الفلاحين كان يزداد بسرعة، مؤديا إلى انكماش سريع في الممتلكات. من متوسط امتلاك العائلة الواحدة الذي كان 3.42 هيكتار في عام 1896 إلى 3.27 في عام 1905 وإلى 3.06 في عام 1907. الدولة أيضا كانت تعتبر مالك أرض كبير، حيث أن سياساتها لبيع الأراضي لم تكن تأتي في صالح الفلاحين الفقراء، الذين كانوا في أمس الحاجة إليها.
بسبب حاجتهم لإمداد ممتلكاتهم المنكمشة، كان الفلاحون مجبرين على استخدام الأراضي المملوكة بواسطة ملاك أراضي والذين كانوا يمتلكون أراض شاسعة. مع نمو عدد السكان، أصبح الفلاحون في حاجة شديدة للأراضي، مما أدى لارتفاع سريع في سعر الإيجار. في هذا الوقت، كان الفلاحون يشكلون 80% من السكان في رومانيا و60% منهم كانوا يمتلكون محاصيل صغيرة أو لا يمتلكون أراض على الإطلاق بينما كان الملاك الكبار يمتلكون أكثر من نصف الأرض الصالحة للزراعة.
سياسة الحزب الليبرالي الوطني في تشجيع تعاون الفلاحين كانت غير ناجحة، حيث كان العديد من الملاك الكبار يخافون من تشكيل أي منظمات من الفلاحين. لذا فقد كانوا يفضلون التعامل مع الفلاحين منفردين على التعامل مع منظمات وتعاونات من الفلاحين. حيث كان يُمكن للمالك أن يطرد الفلاح الذي يرفض دفع الإيجار لكنه لا يستطيع طرد منظمة من الفلاحين تتكون من 500 فلاح بدون إصدار مرسوم من الحكومة والتي من المحتمل أن ترفض إصداره. ولذا بحلول نهاية عام 1907 كان هناك فقط 103 منظمة من الفلاحين والتي تمتلك عضوية من 11,118 عقد إيجار و37,344 هيكتار معظمهم مؤجرين للدولة.
بحلول عام 1900، كان معظم الملاك الكبار يفضلون العيش في المدن ولم يريدوا مضايقة أنفسهم بإيجار ممتلكاتهم. ولذلك لم يعد الفلاحون يؤجرون مباشرة من المالك بل أصبحوا يؤجرون من مؤجر وسيط. انخفاض سعر الحبوب في السوق العالمي أدى إلى رفع المالك لعقود إيجاره لتعويض خسائره.
اللوم عن الثورة في البداية كان على الوسطاء اليهود، بالإضافة إلى أن العديد من الملاك كانوا من خلفية يهودية وخاصة في شمال مولدوفا. الثورة انتشرت سريعا نحو الجنوب، حيث فقدت الكثير من كونها معادية للسامية لتصبح أساسا اعتراض على النظام الحالي لامتلاك الأراضي.

## تسلسل الأحداث
بدأت الثورة على الأراضي المملوكة بواسطة رجل واحد وهو موتشي فيشر، في قرية فلامانزي بسبب رفض فيشر تجديد عقود الفلاحين المحليين. عائلة فيشر النمساوية اليهودية اعتادت على تجديد عقد الإيجار لحوالي 76% من من الأراضي الصالحة للزراعة في ثلاثة مقاطعات رومانية في مولدوفيا والتي كانت تسمى «فيشر لاند».

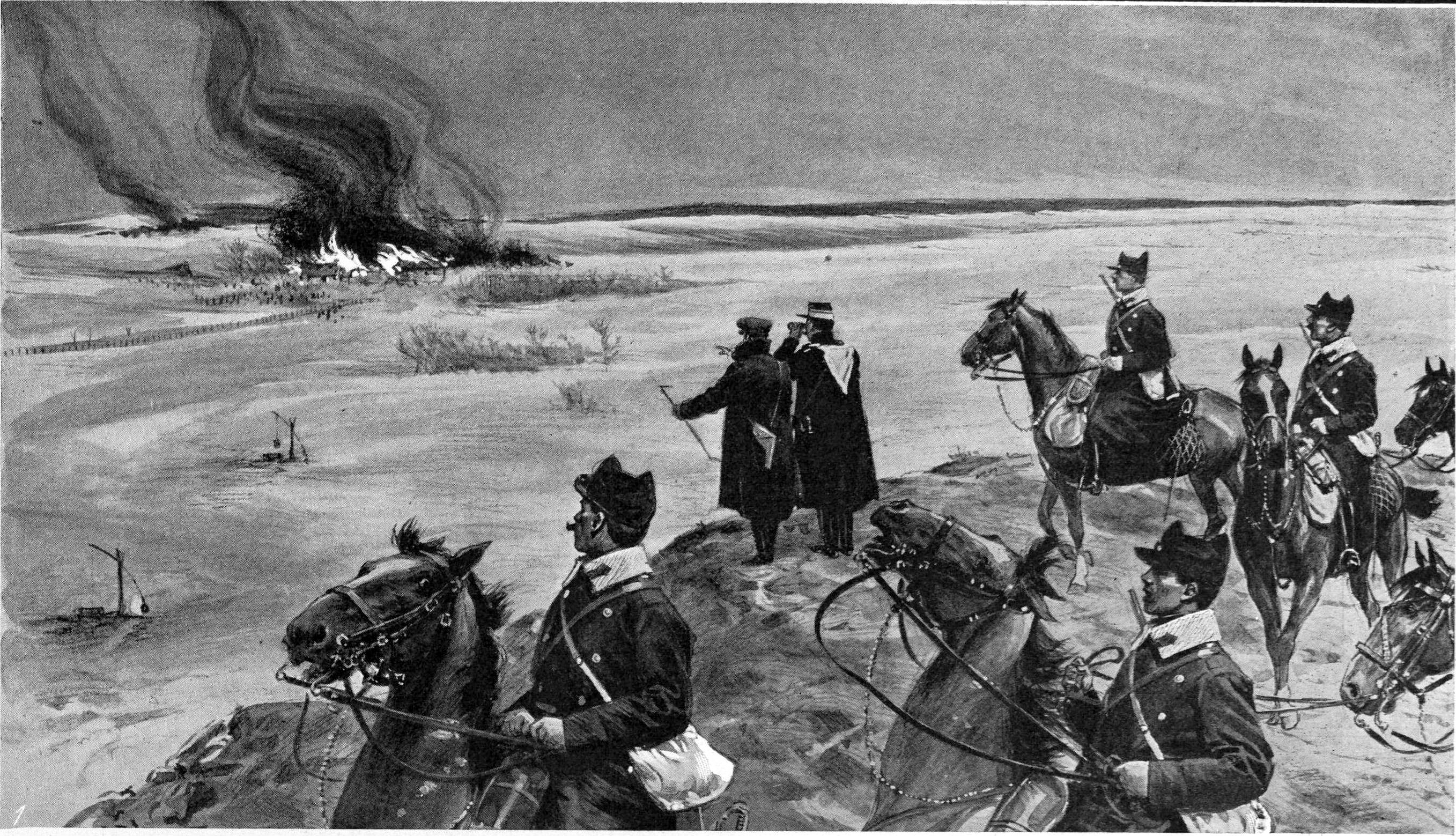
جنود سلاح الفرسان وهم يراقبون منازل المزارع بعد إحراقها

الفلاحون وخوفا من أن يستمروا بدون عمل والأهم بدون طعام، بدأوا في العنف. فيشر الخائف هرب إلى صديق له في سيرينوتي تاركا الفلاحين بدون عقود موقعة. الخوف من البقاء بدون عمل، بالإضافة إلى تحريض النمساويين المجريين المزعومين، أدى إلى ثورة الفلاحين. الثورة انتشرت سريعا لتمشل معظم مولدوفيا، مع تدمير العديد من ممتلكات الملاك الكبار وقتل أو جرح العديد من المؤجرين. الحكومة المحافظة لم تستطع التعامل مع الوضع واستقالت، لتأخذ الحكومة الليبرالية زمام الأمور.
في الثامن عشر من شهر مارس، تم إعلان حالة الطوارئ، وتمت التعبئة العامة للجيش بتجنيد 140,000 جندي بحلول التاسع والعشرين من شهر مارس. الجيش الروماني بدأ بإطلاق النار على الفلاحين. تم قتل الآلاف من الفلاحين كما تم اعتقال عشرة آلاف منهم.

## الوفيات

### الفلاحون
عدد الوفيات الدقيق من الفلاحين غير معروف، وحتى تسلسل الأحداث غير واضح تماما، لأن الحكومة ومن أجل إخفاء حجم المذبحة، أمرت بتدمير كل الوثائق المتعلقة بالثورة.
عالم التاريخ ماركوس باور ذكر عدد أقل من العدد المحتمل بكثير وهو 419 قتيل. بينما بعض الجهات الغير رسمية والتي انتشرت بواسطة الصحافة والتي لاقت قبولا عاما ذكرت في حدود 10,000 قتيل من الفلاحين، إلا أنها تبقى بدون دليل. المعلومات المتوفرة لرئيس الوزراء ديمتري ستوردزا ذكرت 421 قتيلا بين الثامن والعشرين من شهر مارس والخامس من أبريل من عام 1907. بالمثل تم جرح 112 كما تم احتجاز 1751. في محادثة مع بريطانيا، ذكر السفير في بوخارست كينج كارول وفاة عدة آلاف.
طبقا إلى الأرقام بواسطة الدبلوماسيين النمساويين، بين ثلاثة آلاف وخمسة آلاف فلاح تم قتلهم، بينما السفارة الفرنسية ذكرت حصيلة قتل ما بين عشرة وعشرين ألف. التاريخيون يضعون الأرقام بين ثلاثة آلاف وثمانية عشر ألفا، حيث الرقم الأغلب هو أحد عشر ألفا.

### الجيش
فقط عشرة أشخاص من الجيش تم قتلهم في الثورة. كما تم جرح أربعة آخرين. خمسة وسبعون جنديا وقفوا أمام المحكمة العسكرية بتهمة الانحياز إلى الثورة. تم الحكم على واحد وستين منهم بالأشغال الشاقة المؤبدة مدى الحياة وتم الحكم على أربعة عشر آخرين بالسجن خمس سنوات.

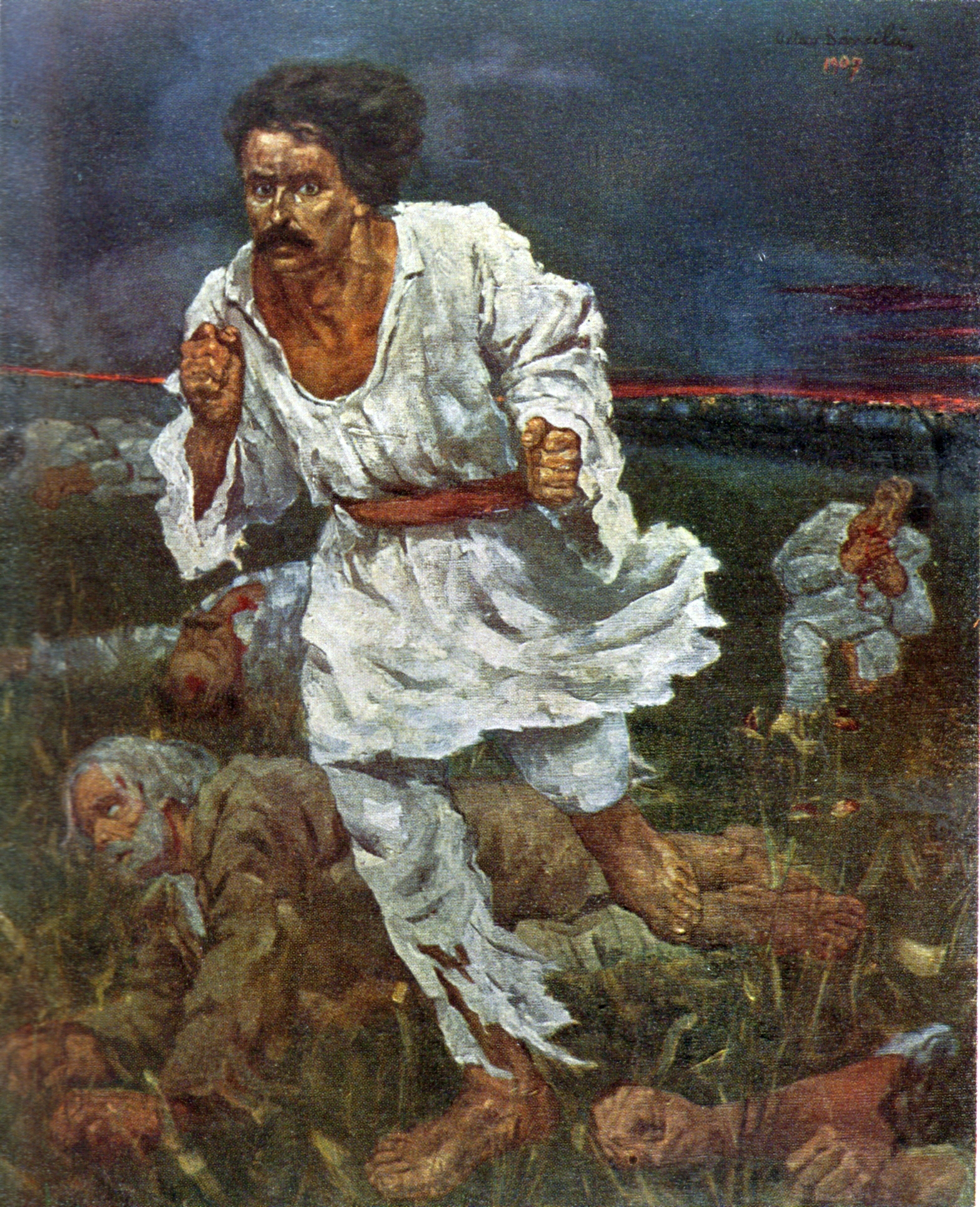
لوحة اوكتاف بانسيلا الخالدة 1907

## ما بعد الثورة
بدأت الحكومة حملات لمنع أي نوع من المنظمات السياسية للفلاحين. العديد من الأساتذة والقسيسين وآخرين من مثقفي القرى تم اعتقالهم. الحكومة أيضا بدأت في عمل بعض الإصلاحات من أجل التخفيف عن الفلاحين، ولكن دون مصادرة أراضي الملاك الكبار. القانون الزراعي في الثالث والعشرين من شهر ديسمبر عام 1907 حدد الدرجة التي يمكن استغلال الفلاحين بها بواسطة ملاك الأراضي والإقطاعيات. حيث حدد درجة عليا لعقود الأرض، كما حدد حدود دنيا لرواتب الفلاحين العاملين على الأراضي المملوكة. كما تم إنشاء بنك كازا رارولا، وهو بنك من المفترض أن يساعد الفلاحين لشراء خمسة هكتارات من الأراضي المملوكة. القانون الصادر في الثاني عشر من أبريل من عام 1908 منع أي شخص من امتلاك أكثر من 4000 هكتار في نفس الوقت.

## الإرث
الأحداث استمر صداها في الوعي الروماني، كما كانت موضوع واحدة من أفضل الروايات لهذه الفترة وهي رواية «راسكوالا» أي الثورة بواسطة ليفيو ريبرينو والتي نُشرت في عام 1932. كما شكلت أيضا موضوع لوحة بواسطة أوكتافا بانسيلا وتمثال تذكاري والذي يمكن رؤيته في العاصمة الرومانية بوخارست.

## للمزيد من القراءة
- Caragea, Anton (2003). "1907: Răscoală sau complot? ("1907: Rebellion or Plot")" (بالرومانية). Magazin Istoric. Archived from the original on 2012-03-18. Retrieved 2013-03-22.
- (بالرومانية) أيون لوكا كاراجياله, 1907 din primăvară până'n toamnă ("1907 From Spring to Autumn")